# Claude I. Bakewell
Claude Ignatius Bakewell (ur. 9 sierpnia 1912 w Saint Louis, zm. 18 marca 1987 w University City) – amerykański polityk, członek Partii Republikańskiej.

## Działalność polityczna
W okresie od 3 stycznia 1947 do 3 stycznia 1949 przez jedną kadencję i od 9 marca 1951 do 3 stycznia 1953 przez jedną kadencję był przedstawicielem 11. okręgu wyborczego w stanie Missouri w Izbie Reprezentantów Stanów Zjednoczonych.